# ディアコニコン
ディアコニコン（Diaconicon）は、初期キリスト教、およびビザンティン時代の教会堂、および正教会の聖堂において、内陣の脇、もしくはイコノスタシスの裏側・至聖所の南側に設けられた、聖具や祭服を保管する部屋、もしくは一角。ただし南側ではない場合もある。
ビザンティン時代の一部の聖堂にも現れているが、現代の正教会においては「ディアコニコン」という用語自体が使われなかったり、あるいは場所そのものを区別しなかったり、区別する場合であっても小部屋では無い事も多い。
- 現代の正教会の聖堂の内部説明であるが、特にディアコニコンは書き込まれていない例。
- 現代の正教会の聖堂の内部説明であるが、特にディアコニコンは書き込まれていない二つ目の例。